# NHL 1929./30.
NHL-sezona 1929./30. je bila trinaesta sezona NHL-a. 10 momčadi, podijeljeni na dvije skupine, odigrali su 44 utakmica. Pobjednik Stanleyjeva kupa je bila momčad Montreal Canadiensa, koja je u finalnoj seriji pobijedila Boston Bruinse s 2:0.
U prošloj sezoni je palo jako malo golova (2,9 gola po utakmici). Iz tog razloga čelnici NHL-a promijenili su pravila igre. Više nije bilo zabranjeno pločicu igrati unazad, ali se uvijek još nije smjelo dodavati pločicu preko plave crte. Igra je s time postala puno brža i momčadi su postigli više zgoditaka (5,9 po utakmici).
Najbolji igrač sezone je bio Cooney Weiland. Profitirao je od promjena pravila i postigao rekordnih 73 boda. Dosadašnji rekord je bio 51 bod od Howie Morenza, koji je od još 7 drugih igrača premašen. 
Morenz je bio zadužen za još jednu novost. Slomio je vrataru Clintu Benedictu iz Montreal Maroonsa nos, kad je pucao na gol. Nekoliko tjedna kasnije vratar se vratio na led i nosio zaštitnu masku od kože. 

## Regularna sezona

### Ljestvice
Kratice: P = Pobjede, Po. = Porazi, N = Neriješeno, G= Golovi, PG = Primljeni Golovi, B = Bodovi
| Kanadska divizija   | P  | Po. | N | G   | PG  | B  |
| ------------------- | -- | --- | - | --- | --- | -- |
| Montreal Maroons    | 23 | 16  | 5 | 141 | 114 | 51 |
| Montreal Canadiens  | 21 | 14  | 9 | 142 | 114 | 51 |
| Ottawa Senators     | 21 | 15  | 8 | 138 | 118 | 50 |
| Toronto Maple Leafs | 17 | 21  | 6 | 116 | 124 | 40 |
| New York Americans  | 14 | 25  | 5 | 113 | 161 | 33 |

| Američka divizija  | P  | Po. | N  | G   | PG  | B  |
| ------------------ | -- | --- | -- | --- | --- | -- |
| Boston Bruins      | 38 | 5   | 1  | 179 | 98  | 77 |
| Chicago Blackhawks | 21 | 18  | 5  | 117 | 111 | 47 |
| New York Rangers   | 17 | 17  | 10 | 136 | 143 | 44 |
| Detroit Cougars    | 14 | 24  | 6  | 117 | 133 | 34 |
| Pittsburgh Pirates | 5  | 36  | 3  | 102 | 185 | 13 |

### Najbolji strijelci
Kratice: Ut. = Utakmice, G = Golovi, A = Asistencije, B = Bodovi
| Igrač          | Momčad       | Ut. | G  | A  | B  |
| -------------- | ------------ | --- | -- | -- | -- |
| Cooney Weiland | Boston       | 44  | 43 | 30 | 73 |
| Frank Boucher  | NY Rangers   | 42  | 26 | 36 | 62 |
| Dit Clapper    | Boston       | 44  | 41 | 20 | 61 |
| Bill Cook      | NY Rangers   | 44  | 29 | 30 | 59 |
| Hec Kilrea     | Ottawa       | 44  | 36 | 22 | 58 |
| Nels Stewart   | Mtl. Maroons | 44  | 39 | 16 | 55 |
| Howie Morenz   | Montreal     | 44  | 40 | 10 | 50 |
| Normie Himes   | NY Americans | 44  | 28 | 22 | 50 |
| Joe Lamb       | Ottawa       | 44  | 29 | 20 | 49 |
| Dutch Gainor   | Boston       | 42  | 18 | 31 | 49 |

## Doigravanje za Stanleyjev kup
Sve utakmice odigrane su 1930. godine.

### Prvi krug
| Montreal Maroons vs. Boston Bruins                               | Montreal Maroons vs. Boston Bruins | Montreal Maroons vs. Boston Bruins | Montreal Maroons vs. Boston Bruins | Montreal Maroons vs. Boston Bruins | Montreal Maroons vs. Boston Bruins | Montreal Maroons vs. Boston Bruins |
| Datum                                                            | Gostujuća momčad                   | Gostujuća momčad                   | Domaćin                            | Domaćin                            | Bilješka                           |                                    |
| ---------------------------------------------------------------- | ---------------------------------- | ---------------------------------- | ---------------------------------- | ---------------------------------- | ---------------------------------- | ---------------------------------- |
| 20. ožujka                                                       | Boston                             | 2                                  | 1                                  | Mtl. Maroons                       | 3OT°                               |                                    |
| 22. ožujka                                                       | Boston                             | 4                                  | 2                                  | Mtl. Maroons                       |                                    |                                    |
| 25. ožujka                                                       | Mtl. Maroons                       | 1                                  | 0                                  | Boston                             | 2OT°                               |                                    |
| 27. ožujka                                                       | Mtl. Maroons                       | 1                                  | 5                                  | Boston                             |                                    |                                    |
| Boston pobjeđuje seriju s 3:1 i ulazi u finale Stanleyevog Cupa. |                                    |                                    |                                    |                                    |                                    |                                    |

| Chicago Blackhawks vs. Montreal Canadiens                                       | Chicago Blackhawks vs. Montreal Canadiens | Chicago Blackhawks vs. Montreal Canadiens | Chicago Blackhawks vs. Montreal Canadiens | Chicago Blackhawks vs. Montreal Canadiens | Chicago Blackhawks vs. Montreal Canadiens | Chicago Blackhawks vs. Montreal Canadiens |
| Datum                                                                           | Gostujuća momčad                          | Gostujuća momčad                          | Domaćin                                   | Domaćin                                   | Bilješka                                  |                                           |
| ------------------------------------------------------------------------------- | ----------------------------------------- | ----------------------------------------- | ----------------------------------------- | ----------------------------------------- | ----------------------------------------- | ----------------------------------------- |
| 23. ožujka                                                                      | Mtl. Canadiens                            | 1                                         | 0                                         | Chicago                                   |                                           |                                           |
| 26. ožujka                                                                      | Chicago                                   | 2                                         | 2                                         | Mtl. Canadiens                            | 2OT°                                      |                                           |
| Mtl. Canadiense pobjeđuje seriju s 3:2 golova i kvalificiraju se za drugi krug. |                                           |                                           |                                           |                                           |                                           |                                           |

| Ottawa Senators vs. New York Rangers                                        | Ottawa Senators vs. New York Rangers | Ottawa Senators vs. New York Rangers | Ottawa Senators vs. New York Rangers | Ottawa Senators vs. New York Rangers | Ottawa Senators vs. New York Rangers |
| Datum                                                                       | Gostujuća momčad                     | Gostujuća momčad                     | Domaćin                              | Domaćin                              |                                      |
| --------------------------------------------------------------------------- | ------------------------------------ | ------------------------------------ | ------------------------------------ | ------------------------------------ | ------------------------------------ |
| 20. ožujka                                                                  | NY Rangers                           | 1                                    | 1                                    | Ottawa                               |                                      |
| 23. ožujka                                                                  | Ottawa                               | 2                                    | 5                                    | NY Rangers                           |                                      |
| NY Rangersi pobjeđuju seriju s 6:3 golova i kvalificiraju se za drugi krug. |                                      |                                      |                                      |                                      |                                      |

### Drugi krug
| Montreal Canadiens vs. New York Rangers                                              | Montreal Canadiens vs. New York Rangers | Montreal Canadiens vs. New York Rangers | Montreal Canadiens vs. New York Rangers | Montreal Canadiens vs. New York Rangers | Montreal Canadiens vs. New York Rangers | Montreal Canadiens vs. New York Rangers |
| Datum                                                                                | Gostujuća momčad                        | Gostujuća momčad                        | Domaćin                                 | Domaćin                                 | Bilješka                                |                                         |
| ------------------------------------------------------------------------------------ | --------------------------------------- | --------------------------------------- | --------------------------------------- | --------------------------------------- | --------------------------------------- | --------------------------------------- |
| 28. ožujka                                                                           | NY Rangers                              | 1                                       | 2                                       | Mtl. Canadiens                          | 4OT°                                    |                                         |
| 30. ožujka                                                                           | Mtl. Canadiens                          | 2                                       | 0                                       | NY Rangers                              |                                         |                                         |
| Mtl. Canadiens pobjeđuju seriju s 2:0 i kvalificiraju se za finale Stanleyevog Cupa. |                                         |                                         |                                         |                                         |                                         |                                         |

°OT= Produžeci

### Finale Stanleyevog Cupa
| Boston Bruins vs. Montreal Canadiens                              | Boston Bruins vs. Montreal Canadiens | Boston Bruins vs. Montreal Canadiens | Boston Bruins vs. Montreal Canadiens | Boston Bruins vs. Montreal Canadiens | Boston Bruins vs. Montreal Canadiens |
| Datum                                                             | Gostujuća momčad                     | Gostujuća momčad                     | Domaćin                              | Domaćin                              |                                      |
| ----------------------------------------------------------------- | ------------------------------------ | ------------------------------------ | ------------------------------------ | ------------------------------------ | ------------------------------------ |
| 1. travnja                                                        | Mtl. Canadiens                       | 3                                    | 0                                    | Boston                               |                                      |
| 3. travnja                                                        | Boston                               | 3                                    | 4                                    | Mtl. Canadiens                       |                                      |
| Mtl. Canadiensi pobjeđuje seriju s 2:0 i osvajaju Stanleyjev kup. |                                      |                                      |                                      |                                      |                                      |

### Najbolji strijelci doigravanja
Kratice: Ut. = Utakmice, G = Golovi, A = Asistenciije, B = Bodovi
| Igrač          | Momčad | Ut. | G | A | B |
| -------------- | ------ | --- | - | - | - |
| Marty Barry    | Boston | 6   | 3 | 3 | 6 |
| Cooney Weiland | Boston | 6   | 1 | 5 | 6 |

## Nagrade NHL-a
| Hart Memorial Trophy:      | Nels Stewart, Montreal Maroons  |
| Lady Byng Memorial Trophy: | Frank Boucher, New York Rangers |
| Vezina Trophy:             | Tiny Thompson, Boston Bruins    |

## Vanjske poveznice
- Hacx.de: Sve ljestvice NHL-a  Arhivirana inačica izvorne stranice od 24. siječnja 2008. (Wayback Machine)